# Eunidia allardi
Eunidia allardi es una especie de escarabajo longicornio del género Eunidia, categorizada en la tribu Eunidiini, de la subfamilia Lamiinae. Fue descrita por Breuning en 1964.

## Descripción
Mide 11 mm de longitud.

## Distribución
Se distribuye por República Democrática del Congo y Tanzania.